# 有刺荊棘介
有刺荊棘介（学名：Aeanthoeythereis spinosa）为粗面介科荊棘介屬下的一个种。